# Thiele-Modul
Der Thiele-Modul {\displaystyle \phi } ist eine dimensionslose Kennzahl aus dem Bereich der chemischen Makrokinetik, speziell der Beschreibung der Porendiffusion (gasförmig-fest oder flüssig-fest) in Feststoffkatalysatoren. Er ist benannt nach dem Chemiker Ernest W. Thiele (1895–1993), der ihn im Jahr 1939 einführte.
Bei der heterogenen Katalyse verarmt das Innere eines porösen Katalysators an dem umzusetzenden Stoff, da dieser in den Feststoff eindiffundieren muss und dabei einen Konzentrationsabfall erleidet. Dieser Effekt ist umso stärker, je dicker die aktive Komponente des Katalysators ist, je kleiner dort der Diffusionskoeffizient ist und je schneller die Reaktion verläuft. Eine wichtige Kennzahl zur Beschreibung ist der Katalysatornutzungsgrad, der das Verhältnis aus der beobachtbaren effektiven Reaktionsgeschwindigkeit zur maximal denkbaren Reaktionsgeschwindigkeit beim vollständigen Ausbleiben von Porendiffusionseinflüssen beschreibt. Um diesen Porennutzungsgrad zu bestimmen, werden die gekoppelten Reaktions- und Diffusionsgleichungen gelöst und so das entstehende Konzentrationsprofil im Feststoff gelöst. Durch Integration der lokalen Reaktionsgeschwindigkeiten über das gesamte Feststoffvolumen errechnet sich schließlich der Katalysatornutzungsgrad. Für einfache Geometrien, d. h. kugelförmige, zylindrische und planare Körper sowie der Annahme der Isothermie und einer einfachen Kinetik ist diese Lösung noch mit analytischen Methoden möglich.
Es zeigt sich bei der Berechnung, dass bei einfachen Reaktionen erster Ordnung Diffusionskoeffizient, Reaktionsgeschwindigkeitskonstante, Pelletabmessung und am Partikel anliegende Konzentration eine charakteristische dimensionslose Kennzahl bilden, die das Konzentrationsprofil und damit den Katalysatornutzungsgrad alleinig bestimmt. Diese Kennzahl ist der Thiele-Modul.
Definiert ist der Thiele-Modul als:
{\displaystyle \phi =r{\sqrt {\frac {k\cdot c_{s}^{n-1}}{D_{e}}}}}
| {\displaystyle r}     | Pellet-Radius                           |
| {\displaystyle k}     | Geschwindigkeitskonstante der Reaktion, |
| {\displaystyle c_{s}} | Konzentration an der Oberfläche         |
| {\displaystyle n}     | Reaktionsordnung                        |
| {\displaystyle D_{e}} | Effektiver Diffusionskoeffizient        |

Damit beschreibt der Thiele-Modul das Verhältnis zwischen der Reaktionsgeschwindigkeit und den durch Diffusion bedingten Massentransport.
Interpretation:
- Kleiner Thiele-Modul: Reaktionsgeschwindigkeit ist klein – Mikrokinetik limitiert die Reaktion
- Großer Thiele-Modul: Diffusionsgeschwindigkeit ist klein – Diffusion limitiert die Reaktion

In manchen Literaturstellen wird statt des Thiele-Moduls die Damköhler-Zahl 2. Art {\displaystyle Da_{II}} verwendet. Diese Zahl hat keine eigenständige Bedeutung, sie ist nur geringfügig anders definiert. Es gilt
{\displaystyle \phi ={\sqrt {Da_{II}}}}
Es gibt eine Reihe von modifizierten Definitionen des Thiele-Moduls, um beispielsweise Geometrien, die von der idealen Kugelgestalt abweichen, besser beschreiben zu können. In Lehrbüchern der Technischen Chemie, speziell der Reaktionstechnik, finden sich umfangreiche Herleitungen zu dieser Thematik.
Der Thiele-Modul ist über den Weisz-Modul an den Katalysatorwirkungsgrad verknüpft.
Ein technischer Katalysator wird im Allgemeinen so ausgelegt, dass er sich im Übergangsbereich zwischen kinetischer Kontrolle und Diffusionskontrolle befindet. Hier ist ein Kompromiss zu finden, zwischen der Ausnutzung des Katalysators durch kleine Partikel ({\displaystyle L} klein) und der praktischen Handhabung, wie zum Beispiel der Rückhaltung im Reaktor oder dem Druckverlust in einer Packung.